# 苯碲酚
苯碲酚（化學式：C
6H
5TeH，C6H6Te，PhTeH）是一種有機碲化合物，又名基苯、碲苯酚，它是最簡單的碲酚類化合物，他可以視為酚或硫酚含有碲原子的類似物。
苯碲酚被用作還原劑時，通常在原位，但它是不穩定的物質。